# Cordoaria Nacional

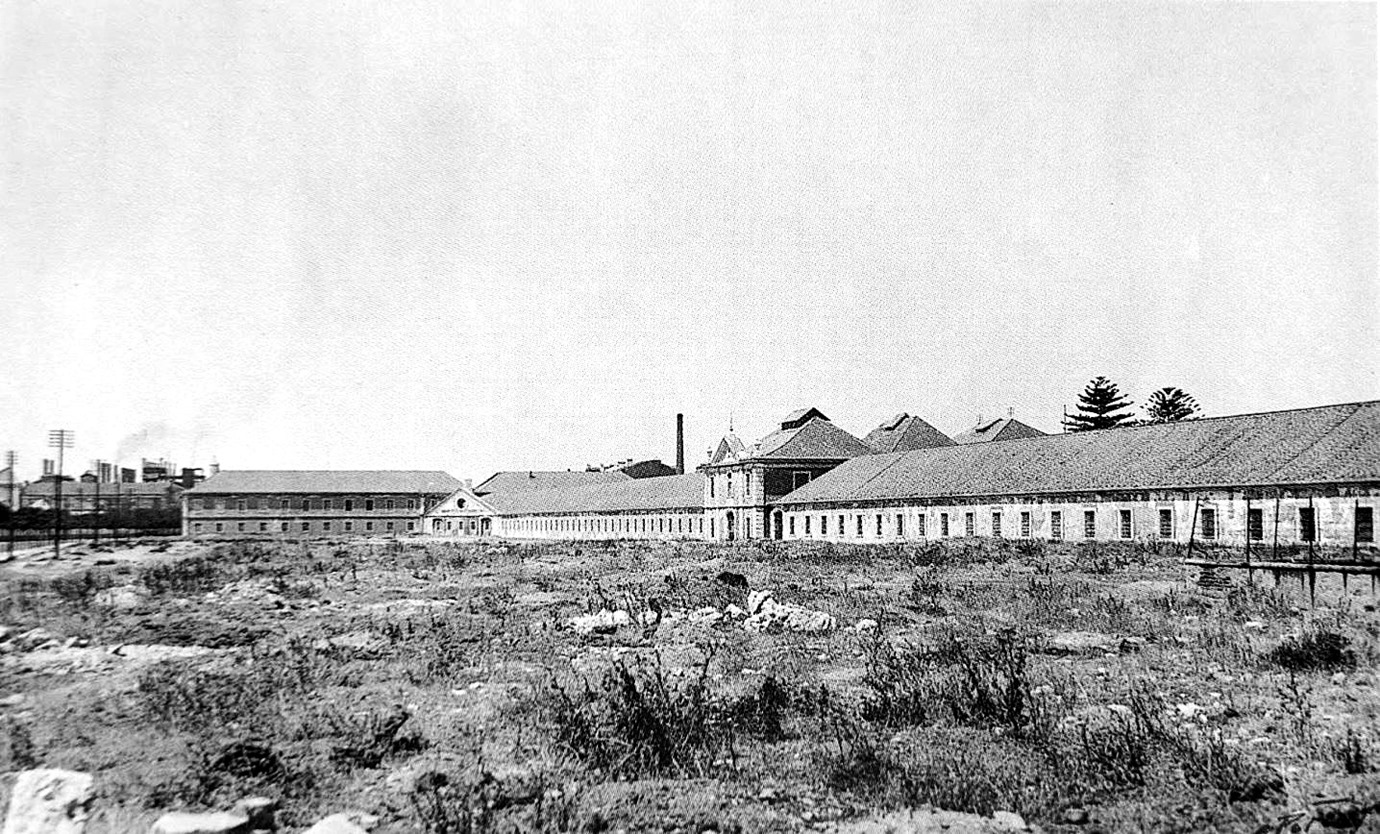
A Cordoaria na transição do século XIX para o XX.

A Fábrica Nacional de Cordoaria ou Cordoaria Nacional constituía um estabelecimento fabril da Marinha Portuguesa localizado em  Lisboa, Portugal. 
O seu antigo edifício, datado de 1779, é atualmente um monumento nacional. A Cordoaria foi inicialmente fundada em 1771, como Real Fábrica da Cordoaria da Junqueira, encerrando completamente a sua atividade fabril apenas em 1998.
O edifício da Cordoaria está localizado no antigo sítio da Junqueira, pertencente à freguesia de Belém. Encontra-se rodeado pela Avenida da Índia a sul, pela Travessa das Galeotas a oeste, pela Rua da Junqueira a norte e pela Rua de Mécia Mouzinho de Albuquerque a este.
A Cordoaria fabricava cabos, cordas de sisal, velas, bandeiras e outros apetrechos náuticos.
A Cordoaria Nacional foi responsável pela produção dos primeiros exemplares da atual bandeira nacional portuguesa, desfraldados em público pela primeira vez na Festa da Bandeira Nacional ocorrida no 1º de dezembro de 1910.
As suas instalações estendem-se ao longo de quase 400 metros, para uma largura de apenas cerca de 50 metros, acompanhando paralelamente o rio Tejo. Estas dimensões características deviam-se às necessidades do processo produtivo das cordas. A sua situação, junto ao rio, procurava facilitar o abastecimento dos seus produtos às embarcações.
Hoje em dia, a maioria do edifício está aberta ao público, servindo para alberga várias exposições temporárias ao longo do ano. Entre outras, realiza-se ali a exposição Bienal de Antiguidades que inclui tapeçaria, mobiliário, pintura, porcelanas etc. Em outra parte do edifício está instalado o Gabinete Nacional de Segurança da Presidência do Conselho de Ministros.
O edifício está classificado como monumento nacional, desde 1996.

## História
O edifício da Cordoaria foi mandado construir em 1771, pelo marquês de Pombal. Destinava-se à produção de cordas de sisal, cabos, velas, bandeiras e outros artigos análogos destinados a equipar a Marinha Portuguesa, bem como as embarcações em geral. O edifício foi completado em 1779, mas pensa-se contudo que o fabrico de cordoaria neste local tenha começado já em 1775, ainda ao ar livre.
O projeto do edifício deve-se provavelmente ao arquiteto Reinaldo Manuel dos Santos e estende-se paralelamente ao vizinho rio Tejo. Arquitetonicamente, é praticamente desprovido de decoração, mas ainda assim, é considerado um exemplo notável da arquitetura industrial do século XVIII. A sua localização junto ao Tejo facilitava o abastecimento das embarcações.
A Cordoaria consiste em dois edifícios paralelos, com um comprimento total de 353,30 metros. O seu longo comprimento resultava das necessidades do processo produtivo de cordas. O edifício sul era usado para torcer as cordas, para a produção de diferentes tipos de cabos. O edifício norte era utilizado para a fiação de linho, entre outras atividades. O trabalho era totalmente realizado à mão, com a assistência de máquinas manuais. Entre os operários incluíam-se pessoas cegas, veteranos de guerra e até reclusos.
Ao longo da sua história, o edifício da Cordoaria, para além de servir de instalação fabril, albergou outras instituições ligadas à Marinha e ao Ultramar, tal como o Hospital Colonial, a Escola de Medicina Tropical e o Instituto Superior Naval de Guerra. 
O edifício foi sujeito a várias alterações, resultantes de incêndios ocorridos durante os séculos XIX e XX, bem como resultantes da reestruturação necessária para o converter em centro de exposições. A construção da ferrovia Lisboa-Cascais no século XIX, bem como a abertura da Avenida da Índia e da Avenida de Brasília, cortaram a ligação direta entre a Cordoaria e o rio Tejo.
A Cordoaria Nacional veio a cessar totalmente a sua atividade industrial apenas em 1998. A maioria do seu edifício serve hoje como espaço museológico dedicado a exposições temporárias. Numa parte do edifício encontra-se instalado o Gabinete Nacional de Segurança, bem como o seu Centro Nacional de Cibersegurança.

## Galeria do Torreão Nascente
Esta galeria tem a particularidade de se situar numa parte do complexo da Cordoaria Nacional. O edifício continua sob gestão da Marinha Portuguesa, com quem a Câmara Municipal de Lisboa assinou um acordo para utilização do Torreão Nascente, com fim à realização de exposições. Sendo um espaço monumental, organizam-se aqui retrospetivas de artistas portugueses como foi o caso de Sofia Areal ou José Pedro Croft, mas há também lugar para parcerias internacionais e nacionais com exposições de grande público, como por exemplo a Genésis de Sebastião Salgado. No intervalo entre estes dois modelos são organizadas exposições coletivas, de coleções ou de propostas curatoriais ou artísticas, de grande envergadura.